# Gatupratare

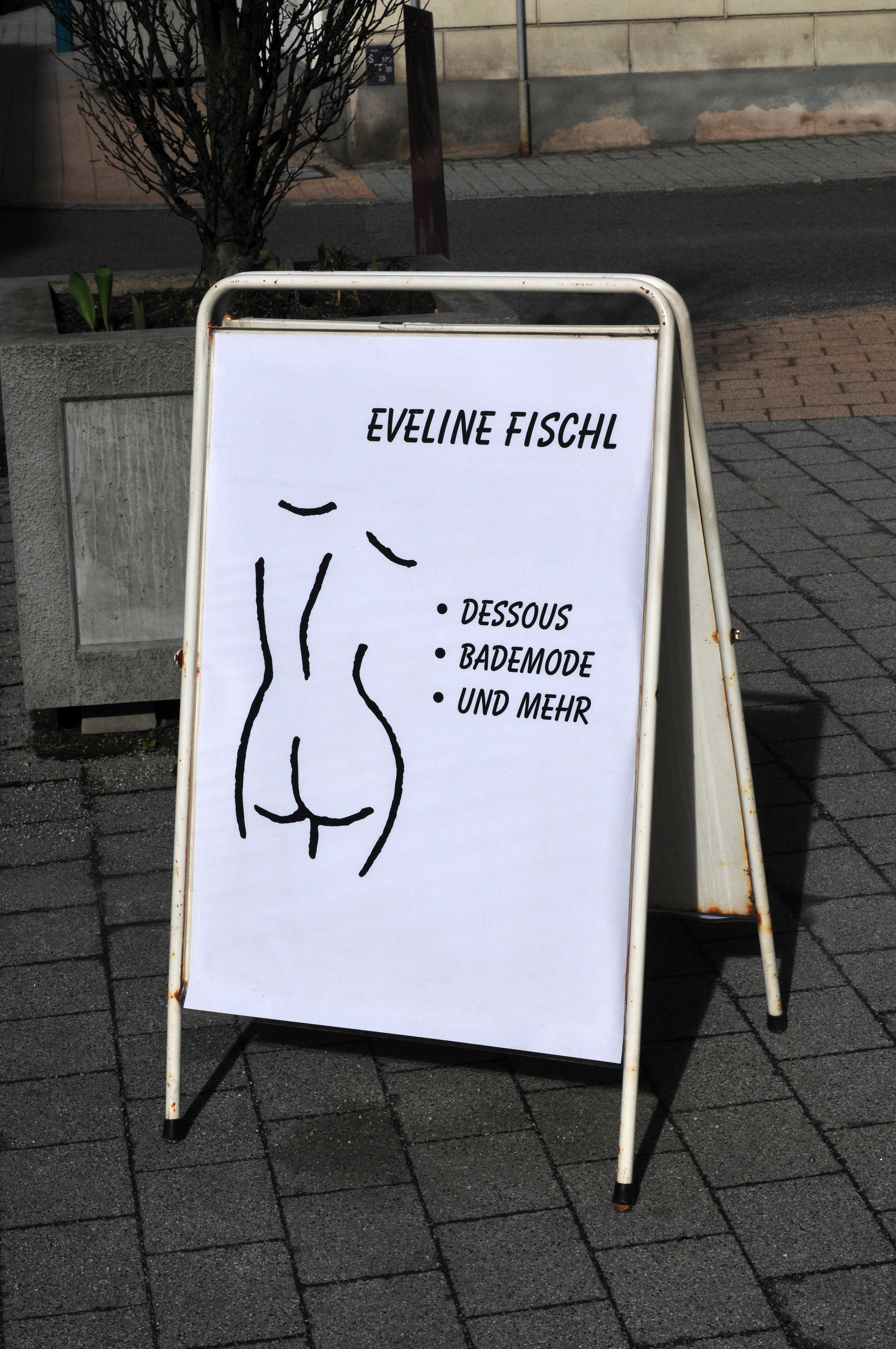
Gatupratare kan vara utformade på flera sätt. ett sätt är de som på engelska kallas "sandwich board".

En gatupratare eller trottoarpratare är en reklamskylt som placeras till exempel på gatan i omedelbar anslutning till verksamheten.

## I Sverige
För att placera en gatupratare i Sverige på allmän plats som gator, trottoarer, torg och kommunförvaltad grönyta krävs tillstånd enligt ordningslagen.
De får inte utgöra trafikfara, hindra framkomlighet eller utgöra olycksrisk. Gatupratare som är felaktigt utformade eller felaktigt placerade skapar stora problem och otrygghet för synskadade och funktionsnedsatta. Modeller som har benställningar kan utgöra snubbelrisk. Modeller som snurrar kan utgöra fara vid stark vind.